# Frederic Suñer i Casadevall
Frederic Suñer i Casadevall (Palafrugell, 5 de setembre de 1932 – 15 de juny de 2020) fou un farmacèutic i polític català, alcalde de Palafrugell i president de la Diputació de Girona.
Es doctorà en farmàcia a la Universitat de Barcelona el 1951, i el 1959 va obrir el primer laboratori d'anàlisi clínica a Palafrugell. És membre de la Reial Acadèmia de Farmàcia de Catalunya. Ha rebut el Premi August Pi i Sunyer de l'Institut d'Estudis Catalans. Durant la transició espanyola va militar al PSC Reagrupament de Josep Pallach i Carolà. Fou escollit regidor de l'Ajuntament de Palafrugell de Convergència i Unió a les eleccions municipals de 1987. Aconseguí ser elegit alcalde de Palafrugell a les eleccions municipals de 1991, 1995 i 1999. Alhora, diputat provincial de 1987 a 2003, i president de la Diputació de Girona de 1996 a 1999. El 2003 va deixar de ser alcalde, però va seguir com a regidor fins al març de 2007.
De 1992 a 1996 també va presidir l'Institut d'Assistència Sanitària. A més, va ser vocal del patronat de la Fundació Josep Pla (2007-2020), de la que n'ha estat president de 1992 a 2007.